# Ukobach
Ukobach, nižerazredni demon koji se uvijek prikazuje s tijelom u plamenu. Prema djelu Dictionnaire Infernal Collina de Plancyja (1793. – 1881.) Ukobacha se smatra pronalazačem pržene hrane i vatrometa. Belzebub mu je povjerio dužnost vođenja računa o ulju u paklenim kotlovima. Baca ugljen na duše prokletih ili ih s vatrom.